# مدرسة شيراز القزلباشية
مدرسة شيراز القزلباشية هي واحدة من أكثر الحركات نشاطًا وتأثيرًا في تاريخ الرسم الإيراني في القرن العاشر الهجري ( القرن السادس عشر الميلادي)، والتي تشكلت في شيراز خلال العصر الصفوي. وعلى الرغم من الاضطرابات السياسية وتركيز الحكومة الصفوية على قزوين ثم أصفهان، فقد تمكنت هذه المدرسة من متابعة حياة مستقلة وديناميكية بدعم من الحكام التركمان المحليين. في هذه المدرسة، لم يتم الحفاظ على التقاليد التصويرية لشيراز خلال هذه الفترة فحسب، بل تطورت أيضًا واتخذت لونًا جديدًا تحت تأثير التفاعل مع الحكام التركمان والفنانين المحليين وجامعي التحف العثمانيين.

## السياق التاريخي
في الفترة التي نُقلت فيها عاصمة الصفويين من تبريز إلى قزوين، وتمركز الفن الرسمي للبلاط في مدرسة تبريز الثانية، هُمشَت بعض المراكز الفنية مثل شيراز. ومع ذلك، ظلّت شيراز نشطة بسبب مكانتها الثقافية، ووجود مكتبات مرموقة، والأهم من ذلك، وجود الحكّام المحليين من التركمان الذين كانوا مولعين بفن تزيين الكتب. وقد وفّر هؤلاء الحكّام، من خلال جمع الفنانين المحليين وتأسيس ورش لصناعة الكتب، الظروف اللازمة لاستمرار إنتاج المخطوطات المصوّرة.

## السمات الأسلوبية
تميزت مدرسة شيراز القزلباشية خلال هذه الفترة ببعض الخصائص:
- تعابير الوجه المسطحة والبسيطة
- استخدام الألوان الزاهية والحيوية
- التراكيب المتكررة والزخرفية
- عمارة غير واقعية وخيالية
- الاهتمام بالمناظر الطبيعية ذات التوجه الزخرفي

كان هذا الأسلوب، رغم وفائه للتقاليد السابقة، يعكس توجّهًا نحو السوق أيضًا؛ إذ إن العديد من الأعمال كانت تُنتَج بهدف البيع لجامعي التحف العثمانيين، ولم تكن بالضرورة مُعدّة للبلاط الصفوي الرسمي.

## المنمنمات الشيرازية والسوق العثمانية
من النقاط المهمة في تاريخ مدرسة شيراز القَزلباشية في هذه الفترة هو وجود آثارها في المجموعات العثمانية. إن دراسة النسخ المحفوظة في المتاحف والمكتبات مثل متحف فریر، ومكتبة جون رايلندز، ومكتبة جامعة برينستون، تُظهر أن النسخ المصوَّرة التابعة لمدرسة شيراز القزلباشية كانت تُباع وتُشترى في أسواق الفن في إسطنبول، وكانت تحظى باهتمام جامعي التحف العثمانيين. وقد تحمل بعض هذه النسخ أختام المكتبات السلطانية العثمانية، مما يشير إلى وجود تبادلات فنية بين إيران والدولة العثمانية في القرن السادس عشر الميلادي.

## هيكل الإنتاج والفنانين
المعلومات المتوفرة عن فناني هذه الفترة قليلة. وغالباً ما كانت توقيعات الأعمال مجهولة أو مشفَّرة. وقد جرى إنتاج النسخ تبعًا لحاجة السوق، فكانت غالبًا صغيرة الحجم، خفيفة، وسهلة الحمل. وعلى خلاف الرسامين المرتبطين بالبلاط، الذين غالبًا ما ذُكرت أسماؤهم في النسخ أو في المصادر التاريخية، بقي كثير من فناني شيراز مجهولين. بعض النسخ لا يُعرف أصحابها إلا من خلال توقيع مبهم مثل "عَمَل بنده" أو من خلال أختام الملكية.

## أمثلة بارزة
ومن أهم المخطوطات المنسوبة إلى هذه المدرسة ما يلي:
- خمسه نظامي
- ديوان حافظ[5]
- مخطوطات للشاهنامه
- النصوص الصوفية والأخلاقية مثل كتاب كلستان لسعدي

## مخطوطات بارزة منسوبة إلى مدرسة شيراز القزلباشية
| اسم العمل                     | موقع التخزين          | التاريخ التقريبي      | الميزات البصرية البارزة                                        | مصدر  |
| ----------------------------- | --------------------- | --------------------- | -------------------------------------------------------------- | ----- |
| خمسه نظامي                    | مكتبة جون رايلاندز    | حوالي 950 قبل الميلاد | الأشكال المسطحة، والمناظر الطبيعية الخيالية، والتكوين المتماثل | [ 2 ] |
| ديوان حافظ                    | مكتبة جامعة برينستون  | حوالي 960 قبل الميلاد | ألوان نابضة بالحياة وأنماط إيقاعية متكررة                      | [ 2 ] |
| الشاهنامه للفردوسي (جزء صغير) | متحف فرير             | القرن العاشر الهجري   | وجهات نظر مبالغ فيها، وعدم وجود منظور                          | [ 2 ] |
| كلستان سعدي                   | مكتبة خاصة في اسطنبول | حوالي 955 قبل الميلاد | العمارة الزخرفية، الأغطية الإيرانية التركمانية المتنوعة        | [ 2 ] |

## إعادة قراءة حديثة
في الوقت الذي كانت فيه مدرسة تبريز الثانية، المدعومة من البلاط الصفوي، تُنتج أعمالاً تتسم بالدقة العالية والجودة الفنية الرفيعة، اتّجهت مدرسة القَزلباشي في شيراز إلى منحى أكثر شعبية وتجارية. ولهذا السبب، رأى بعض الباحثين أن هذه المرحلة تمثّل "عصر انحطاط" فن التصوير في شيراز؛ غير أن الدراسات الحديثة، ومنها أعمال لاله الوچ، أظهرت أن هذه النتاجات تحمل قيماً فنية وتاريخية مهمة، ولا ينبغي الحكم عليها فقط بمعايير البلاط. وقد بيّنت أبحاث لاله الوچ، من خلال منهج مقارن وتحليل أسلوبي، مكانة شيراز كمركز مستقل وفعّال في فن التصوير الصفوي. إن أعمال هذه المرحلة تعكس التنوع الاقتصادي والثقافي لإيران في القرن العاشر الهجري، وقد أُنتجت خارج إطار الرعاية الرسمية للبلاط، وتتمتع بقيمة فنية وتاريخية خاصة.

## طالع أيضًا
- مدرسة تبريز الثانية
- السلالة الصفوية
- منمنمة فارسية
- الفن الإسلامي